# Tangwang-Kultur
| Prähistorische Kulturen Chinas           | Prähistorische Kulturen Chinas       |
| Paläolithikum                            | Paläolithikum                        |
| ---------------------------------------- | ------------------------------------ |
| Xihoudu-Kultur                           | 1270000 BP                           |
| Ordos-Kultur                             | 50000–35000 BP                       |
| Xiachuan-Kultur                          | 24000–16000 BP                       |
| Xiaonanhai-Kultur                        | 22650–21650 BP                       |
| Tongliang-Kultur                         | 24450 ± 850 BP                       |
| Maomaodong-Kultur                        | 14600±1200 BP                        |
| Fulin-Kultur                             |                                      |
| Kehe-Kultur                              |                                      |
| Dingsishan-Kultur                        |                                      |
| Gezidong-Kultur                          |                                      |
| Miahoushan-Kultur                        |                                      |
| Donggutuo-Kultur                         |                                      |
| Xiaochangliang-Kultur                    |                                      |
| Shilongtou-Kultur                        |                                      |
| Shuicheng-Kultur                         |                                      |
| Shuidonggou-Kultur                       |                                      |
| Yanbulaq-Kultur                          |                                      |
| Mittelsteinzeit                          |                                      |
| Jungsteinzeit                            |                                      |
| Shangshan-Kultur                         | 11000–9000 cal BP                    |
| Zaoshi-Kultur der unteren Schicht        | 7500–7000 v. Chr.                    |
| Pengtoushan-Kultur                       | 7500–6100 v. Chr.                    |
| Gaomiao-Kultur                           | 7400–7100 v. Chr.                    |
| Zhaobaogou-Kultur                        | 7000–6400 v. Chr.                    |
| Hemudu-Kultur                            | 7000–4500 v. Chr./ 5000–3300 v. Chr. |
| Houli-Kultur                             | 6250–5850 v. Chr.                    |
| Xinglongwa-Kultur                        | 6200–5400 v. Chr.                    |
| Laoguantai-Kultur auch Dadiwan-I-Kultur  | 6000–5000 v. Chr./ 6000–3000 v. Chr. |
| Dadiwan-Kultur                           | 5800–3000 v. Chr.                    |
| Chengbeixi-Kultur                        | 5800–4700 v. Chr.                    |
| Peiligang-Kultur                         | 5600–4900 v. Chr.                    |
| Xinle-Kultur                             | 5500–4800 v. Chr.                    |
| Cishan-Kultur                            | 5400–5100 v. Chr.                    |
| Beixin-Kultur                            | 5400–4400 v. Chr.                    |
| Qingliangang-Kultur                      | 5400–4400 v. Chr.                    |
| Tangjiagang-Kultur                       | 5050–4450 v. Chr.                    |
| Baiyangcun-Kultur                        | 5000–3700 v. Chr.                    |
| Yangshao-Kultur auch Miaodigou-I-Kultur  | 5000–2000 v. Chr.                    |
| Yingpanshan-Kultur                       | 5000-… v. Chr.                       |
| Caiyuan-Kultur                           | 4800–3900 v. Chr.                    |
| Majiabang-Kultur                         | 4750–3700 v. Chr.                    |
| Hongshan-Kultur                          | 4700–2900 v. Chr.                    |
| Daxi-Kultur                              | 4400–3300 v. Chr.                    |
| Dawenkou-Kultur                          | 4100–2600 v. Chr.                    |
| Beiyinyangying-Kultur                    | 4000–3000 v. Chr.                    |
| Songze-Kultur                            | 3900–3200 v. Chr.                    |
| Miaozigou-Kultur                         | 3500–3000 v. Chr.                    |
| Liangzhu-Kultur                          | 3400–2000 v. Chr.                    |
| Longshan-Kultur auch Miaodigou-II-Kultur | 3200–1850 v. Chr.                    |
| Shanbei-Kultur                           | 3050–2550 v. Chr.                    |
| Majiayao-Kultur                          | 3000–2000 v. Chr.                    |
| Xiaoheyan-Kultur                         | 3000–2000 v. Chr.                    |
| Tanshishan-Kultur                        | 3000–2000 v. Chr.                    |
| Shixia-Kultur                            | 2900–2700 v. Chr.                    |
| Qujialing-Kultur                         | 2750–2650 v. Chr.                    |
| Shijiahe-Kultur                          | 2600–2000 v. Chr.                    |
| Banshan-Machang-Kultur                   | 2500–2000 v. Chr.                    |
| Baodun-Kultur                            | 2500–1700 v. Chr.                    |
| Keshengzhuang-II-Kultur                  | 2300–2000 v. Chr.                    |
| Zhukaigou-Kultur                         | …–1500 v. Chr.                       |
| Qijia-Kultur                             | 2000-… v. Chr.                       |
| Qugong-Kultur                            | v. Chr.                              |
| Shangzhai-Kultur                         | v. Chr.                              |
| Xinkailiu-Kultur                         | v. Chr.                              |
| Youziling-Kultur                         | v. Chr.                              |
| Kuahuqiao-Kultur                         | v. Chr.                              |
| Kupfersteinzeit                          |                                      |
| Bronzezeit                               |                                      |
| Erlitou-Kultur                           | 2000–1500 v. Chr.                    |
| Yueshi-Kultur                            | 1900–1600v. Chr.                     |
| Erligang-Kultur                          | 1600–1400 v. Chr.                    |
| Siwa-Kultur                              | 1400–1100 v. Chr.                    |
| Nuomuhong-Kultur                         | 1350–950 v. Chr.                     |
| Shajing-Kultur                           | 1300–789 v. Chr.                     |
| Xindian-Kultur                           | 1000-… v. Chr.                       |
| Kayue-Kultur                             | 900–600 v. Chr.                      |
| Tangwang-Kultur                          | v. Chr.                              |
| Ba-Shu-Kultur                            | v. Chr.                              |
| Hanshu-Kultur                            | v. Chr.                              |
| Hushu-Kultur                             | v. Chr.                              |
| Xituanshan-Kultur                        | v. Chr.                              |
| Eisenzeit                                |                                      |

Die Tangwang-Kultur (chinesisch 唐汪文化, englisch Tangwang Culture) war eine bronzezeitliche Kultur auf dem Gebiet der Provinzen Gansu und Qinghai in China. Sie ist nach der Stätte Tangwangchuan 唐汪川 im Tal des Unterlaufs des Flusses Tao He 洮河 in der Gemeinde Tangwang (O 103°31′, N 34°47′) des Autonomen Kreises der Dongxiang (东乡族自治县) des Autonomen Bezirks Linxia der Hui in der chinesischen Provinz Gansu benannt.
Die Kultur war auf dem Gebiet von in Gansu und in Qinghai verbreitet. Ihre Zeit entspricht in etwa der der Xindian-Kultur oder etwas früher.
Ihre Töpferwaren sind relativ grob, die Oberfläche ist poliert, sie sind oft dunkelrot und mit schwarzer Farbe bemalt. Die Bemalung mit wellenförmigen Linien ist sehr typisch. An Gefäßtypen gibt es shuāngěrpén 双耳盆 (Zweigriffeschüssel), dāněrbēi 单耳杯 (Einhenkelbecher) und sìěrhuàn 四耳罐 (Vierhenkelkrug).
Ein typischer Vertreter des Tangwang-Typs ist zum Beispiel der im Kreis Datong, Provinz Qinghai, ausgegrabene wōwéntǒngzhuàngěrbēi 涡纹筒状双耳杯 (mit Wirbelmustern bemalte zylindrische Zweihenkelbecher).